# Stanmore (del av en befolkad plats)
Stanmore är en del av en befolkad plats i Australien. Den ligger i kommunen Moreton Bay och delstaten Queensland, omkring 69 kilometer norr om delstatshuvudstaden Brisbane. Antalet invånare är 481.
Runt Stanmore är det glesbefolkat, med 16 invånare per kvadratkilometer.. Närmaste större samhälle är Woodford, nära Stanmore. 
I omgivningarna runt Stanmore växer i huvudsak städsegrön lövskog. Genomsnittlig årsnederbörd är 1 446 millimeter. Den regnigaste månaden är januari, med i genomsnitt 281 mm nederbörd, och den torraste är september, med 33 mm nederbörd.